# لمهوني
لمهوني هي قرية في مقاطعة كليبر، إيران. عدد سكان هذه القرية هو 18 في سنة 2006.